# KOSSUN教育ラボ
KOSSUN教育ラボ（コッスンきょういくラボ）は、株式会社Brave New Worldが運営する学校推薦型選抜・総合型選抜対策の専門塾である。
大学受験向けの講座の他、編入・転部、大学院受験向けの講座も提供している。

## 概要
主に高校生・既卒生を対象に大学受験学校推薦型選抜・総合型選抜（旧AO入試）の出願書類（志望理由書・自己推薦書・自由記述書・志願者評価書、研究計画書ほか）・面接・プレゼンテーション対策、および、小論文・作文対策を行っている。
また、大学院受験についても出願書類対策および、面接・プレゼンテーション対策に絞って受験生のサポートを行っている。
プロ講師によるマンツーマン指導、志望校別の合格プロジェクト、入学前課題サポートなどを特長とする。御殿山イノベーション・オフィスおよびオンライン（Skype）の両方で講座を提供。代表は教育評論家の小杉樹彦。

## 沿革
- 2011年4月 KOSSUNグループ設立。
- 2012年1月 KOSSUN教育ラボ開塾[1]。
- 2014年8月 株式会社Brave New World法人成り[2]。